# Arsuf (Chof ha-Šaron)
Arsuf (hebrejsky ארסוף, v oficiálním přepisu do angličtiny Arsuf) je vesnice v Izraeli, v Centrálním distriktu, v Oblastní radě Chof ha-Šaron.

## Geografie
Leží v nadmořské výšce 33 metrů v hustě osídlené a zemědělsky intenzivně využívané pobřežní nížině, respektive Šaronské planině.
Obec se nachází na břehu Středozemního moře, cca 15 kilometrů severoseverovýchodně od centra Tel Avivu, cca 68 kilometrů jihojihozápadně od centra Haify a 4 kilometry severně od města Herzlija. Arsuf obývají Židé, přičemž osídlení v tomto regionu je etnicky převážně židovské.
Arsuf je na dopravní síť napojen pomocí dálnice číslo 2.

## Dějiny
Arsuf byl založen v roce 1995. Vznikl jako nově zřízený rezidenční soubor situovaný na vrchol útesu nad břehem Středozemního moře. Správní území obce dosahuje cca 250 dunamů (0,25 kilometru čtverečního). Většina obyvatel za prací dojíždí mimo obec. Zástavba sestává z rodinných domů.
Jménem navazuje na starověkou lokalitu Arsuf (též Apollonia), která se nalézá cca 2 kilometry jižně odtud, na pobřeží moře.

## Demografie
Podle údajů z roku 2014 tvořili naprostou většinu obyvatel v Arsuf Židé – cca 100 osob (včetně statistické kategorie "ostatní", která zahrnuje nearabské obyvatele židovského původu ale bez formální příslušnosti k židovskému náboženství, cca 200 osob).
Jde o menší sídlo vesnického typu s dlouhodobě rostoucí populací. K 31. prosinci 2014 zde žilo 160 lidí. Během roku 2014 populace klesla o 2,4 %. Po dokončení výstavby má obec dosáhnout kapacitu 100 rodin.
| Rok            | 1995 | 2001 | 2003 | 2004 | 2005 | 2006 | 2007 | 2008 | 2009 | 2010 | 2011 | 2012 | 2013 | 2014 |
| -------------- | ---- | ---- | ---- | ---- | ---- | ---- | ---- | ---- | ---- | ---- | ---- | ---- | ---- | ---- |
| Počet obyvatel | 62   | 94   | 112  | 127  | 128  | 129  | 155  | 154  | 126  | 136  | 148  | 136  | 164  | 160  |